# 12 Years a Slave
12 Years a Slave är en amerikansk-brittisk biografisk dramafilm från 2013 i regi av Steve McQueen och med manus av John Ridley. Filmen är baserad på självbiografin Twelve Years a Slave från 1853 skriven av Solomon Northup, en fri afroamerikansk man från New York som kidnappades i Washington, DC år 1841 och såldes som slav. Northup arbetade på olika plantager i delstaten Louisiana i 12 år innan han frigavs. Den första vetenskapliga utgåvan av Northups memoarer, som redigerades år 1968 av Sue Eakin och Joseph Logsdon, spårade och validerade noggrant hans redogörelser och drog slutsatsen att dessa är korrekta. Övriga karaktärer i filmen var också verkliga människor såsom Patsey och Edwin och Mary Epps.
Detta är den tredje långfilmen i regi av Steve McQueen. Chiwetel Ejiofor spelar huvudrollen som Solomon Northup. Michael Fassbender, Benedict Cumberbatch, Paul Dano, Paul Giamatti, Lupita Nyong'o, Sarah Paulson, Brad Pitt och Alfre Woodard har alla biroller i filmen. Filmen spelades in i New Orleans i Louisiana från 27 juni till 13 augusti 2012. Platserna som användes var fyra historiska Antebellum-plantager: Felicity, Bocage, Destrehan och Magnolia. Av dessa fyra ligger Magnolia närmast den plantage där den verklige Northup arbetade.
Mottagandet för 12 Years a Slave var mestadels positivt och filmen utsågs till 2013 års bästa av flera medier. Filmen blev en publiksuccé och drog in över 187,7 miljoner dollar på en produktionsbudget på 20 miljoner dollar. Filmen vann Oscarspriser för bästa film, bästa kvinnliga biroll för Nyong'o och bästa manus för Ridley. McQueen blev därmed den första svarta producenten och regissören att göra en film som vunnit utmärkelsen bästa film av den amerikanska filmakademien. Filmen belönades även med en Golden Globe Award för bästa dramafilm, British Academy of Film and Television Arts utdelade pris för bästa film och Chiwetel Ejiofor utsågs till bästa manliga skådespelare.
År 2023 valdes filmen ut för att bevaras i National Film Registry av USA:s kongressbibliotek då den anses vara ”kulturellt, historiskt eller estetiskt betydelsefull”.

## Handling
Filmens handling börjar år 1841. Solomon Northup är en afroamerikansk violinist. Han är en fri man och bor med sin fru, Anne Hampton, och två barn, Margaret och Alonzo, i Saratoga Springs i New York. En dag blir han kontaktad av två män som påstår sig arbeta för en cirkus och Northup tackar ja till att under två veckor ackompanjera deras cirkusnummer till Washington, D.C., men efter att ha tagit ett glas med männen vaknar han omtöcknad och bunden och ställs inför den fasansfulla sanningen: han ska transporteras till södern som slav. 
Northup skeppas till New Orleans ihop med andra fångar. En slavhandlare vid namn Freeman ger Northup identiteten "Platt", en förrymd slav från Georgia, och säljer honom till plantageägaren William Ford. Northup imponerar på Ford när han anlägger en vattenväg för att lättare kunna transportera timmer över ett träsk, och som belöning ger Ford honom en fiol. Northrup ristar in namnen på sin fru och sina barn i sin nya fiol. Fords snickarmästare John Tibeats blir avundsjuk på Northup och spänningen mellan dem börjar eskalera. Tibeats anfaller Northup, men Northup övermannar honom och slår tillbaka. Som hämnd försöker Tibeats och hans vänner att lyncha Northup. De stoppas av Fords förman, Chapin, men Northup tvingas hänga kvar i snaran stående på sina bara tår i flera timmar. Ford befriar slutligen Northup, men för att skydda honom från Tibeats väljer han att sälja Northup till plantageägaren Edwin Epps. Northup försöker förklara att han faktiskt är en fri man, men Ford uppger att han "inte kan höra det här" och besvarar att "han har en skuld att betala" för Northups inköpspris.
Till skillnad från den relativt välvillige Ford visar sig Epps vara en sadist som tror att han har religiös rätt att missbruka sina slavar. Epps slår sina slavar om de misslyckas med att plocka minst 91 kilo bomull varje dag. Epps är attraherad av Patsey, en ung kvinnlig slav som plockar mer än 230 kilo dagligen, och våldtar henne upprepade gånger. Epps fru blir svartsjuk och förnedrar ofta Patsey. Patseys enda tröst är att hon besöker husmodern Shaw, en före detta slav vars ägare blev kär i henne. Patsey ber att Northup dödar henne, men han vägrar. En dag drabbas Epps plantage av bomullsmaskar. Då det inte går att arbeta på fälten hyr han ut sina slavar till en närliggande plantage för säsongen. Där vinner Northup plantageägaren Turners gunst, som tillåter Northup att spela fiol vid en grannes bröllopsfest och behålla sina inkomster därifrån. När Northup återvänder till Epps plantage använder han pengarna till att betala en vit plantagearbetare och tidigare tillsyningsman, Armsby, att skicka ett brev till Northups vänner i New York. Armsby går med på att leverera brevet och accepterar alla Northups sparade pengar, men förråder honom till Epps. Northup lyckas knapphändigt övertyga Epps om att Armsby ljuger och undviker därmed straff. 
Northup får till uppgift att bygga ett lusthus tillsammans med en kanadensisk arbetare vid namn Bass. Bass ogillar det brutala sätt som Epps behandlar sina slavar och uttrycker sitt motstånd mot slaveriet, en tanke som Epps starkt misstycker. En dag blir Epps rasande efter att ha upptäckt att Patsey är borta från plantagen. När hon återvänder avslöjar hon att hon var borta för att hämta en tvål från husmor Shaw. Epps tror henne inte och beordrar att hon ska pryglas. Epps blir uppmuntrad av sin hustru och tvingar Northup att prygla Patsey för att slippa göra det själv. Northup lyder honom motvilligt, men Epps tar till slut piskan från Northup och piskar Patsey blodig. Northup förstör sin fiol med vilje och fortsätter att arbeta på lusthuset. Där berättar Northup hela sin historia för Bass och återigen ber han om hjälp med att skicka ett brev hem till Saratoga Springs. Trots risken för sitt eget liv går Bass med på att skicka det.
En dag anländer sheriffen till plantagen i en vagn tillsammans med en annan man. Sheriffen frågar Northup en rad frågor för att bekräfta att hans svar överensstämmer med hans tidigare liv i New York. Northup känner igen sheriffens följeslagare som C. Parker, en butiksägare som han kände i Saratoga. Parker har kommit för att befria honom och de två kramar varandra, men en rasande Epps protesterar mot omständigheterna och försöker hindra honom från att lämna plantagen. Innan Northup stiger på vagnen tar Northup farväl av Patsey. Efter att varit förslavad i 12 år återfår Northup sin frihet och kan återvända till sin familj. När han går in i sitt hem återser han Anne, Alonzo, Margaret och hennes make, som presenterar honom för hans dotterson och namne, Solomon Northup Staunton. 
I eftertexterna berättas det om Northups misslyckade rättegång mot sina kidnappare, publiceringen av Northups självbiografi, Twelve Years a Slave, och mysteriet kring hans död och begravning.

## Rollista
- Chiwetel Ejiofor – Solomon Northup
- Michael Fassbender – Edwin Epps
- Benedict Cumberbatch – William Prince Ford
- Paul Dano – John Tibeats
- Garret Dillahunt – Armsby
- Paul Giamatti – Theophilus Freeman
- Scoot McNairy – Merrill Brown
- Lupita Nyong'o – Patsey
- Adepero Oduye – Eliza
- Sarah Paulson – Mary Epps
- Brad Pitt – Samuel Bass
- Michael K. Williams – Robert
- Alfre Woodard – Harriet Shaw
- Chris Chalk – Clemens Ray
- Taran Killam – Abram Hamilton
- Bill Camp – Ebenezer Radburn
- Christopher Berry – James H. Burch
- Bryan Batt – Domare Turner
- Andy Dylan – Treach
- Kelsey Scott – Anne Hampton Northup
- Quvenzhané Wallis – Margaret Northup[9]
- Cameron Zeigler – Alonzo Northup
- Dwight Henry – Farbror Abram[10]
- Liza J. Bennett – Fru Ford
- Rob Steinberg – Parker
- Jay Huguley – Sheriff

## Produktion

### Utveckling
Under en filmvisning av filmen Hunger under 2008 tillsammans med Creative Artists Agency kom regissören Steve McQueen i kontakt med manusförfattaren John Ridley angående hans intresse för att göra en film om "Amerikas slavperiod" med "en karaktär som inte var självklar när det kommer till slavhandeln." Båda utvecklade idén fram och tillbaka och genombrottet uppstod när McQueens partner, Bianca Stigter, hittade Solomon Northups självbiografi Twelve Years a Slave från 1853. McQueen berättade senare i en intervju:
| ” | Jag läste den här boken, och jag var helt chockad. Samtidigt var jag ganska upprörd över att jag inte kände till denna bok. Jag bor i Amsterdam, där Anne Frank är en nationalhjälte, och för mig var boken som att läsa Anne Franks dagbok men skriven 97 år tidigare – en förstahandsredogörelse om slaveriet. Det blev i princip min passion att göra denna bok till en film. | „ |

Brad Pitts produktionsbolag Plan B Entertainment stödde projektet, som så småningom hjälpte till att få viss finansiering från olika filmstudior. Efter en lång utvecklingsprocess tillkännagavs filmen officiellt i augusti 2011 med McQueen som regissör och Chiwetel Ejiofor i rollen som Solomon Northup, en fri afroamerikan som kidnappades och såldes som slav i Djupa Södern. McQueen jämförde Ejiofors uppträdande i "klass och värdighet" med Sidney Poitier och Harry Belafonte. I oktober 2011 stod det klart att Michael Fassbender (som spelade i McQueens tidigare filmer Hunger och Shame) fått en roll i filmen. I början av 2012 var rollistan färdig, och inspelningsstarten planerades till slutet av juni 2012.
För att fånga språket och dialekter från tidsperioden och de regioner där filmen utspelar sig anställdes dialekttränaren Michael Buster för att hjälpa skådespelarna att ändra sina anföranden. Språket har en litterär kvalitet som är relaterat till den tidens skrivstil och det starka inflytandet från King James Bible. Buster förklarade:
| ” | Vi vet inte hur slavar lät under 1840-talet, så jag använde bara prover på landsbygden från Mississippi och Louisiana [för skådespelarna Ejiofor och Fassbender]. Sedan för Benedict [Cumberbatch] hittade jag några verkliga New Orleans-överklassbor från 30-talet. Och då arbetade jag också med Lupita Nyong'o, som är kenyanska men som är utbildad vid Yale. Så hon ändrade verkligen sitt tal så hon kunde tala amerikanskt. | „ |

Efter att båda vann priser vid Oscarsgalan 2014 uppstod rapporter om att McQueen och Ridley hade varit i en pågående fejd kring manuskrediteringen. McQueen hade enligt vad som påstås bett Ridley att dela på krediteringen, vilket han avböjde. McQueen överklagade till Fox Searchlight, vilka ställde sig på Ridleys sida. Ingendera tackade den andra under sina respektive tacktal under galan. Ända sedan händelsen har Ridley påtalat sin ånger över att inte ha nämnt McQueen och förnekat fejden. Han talade i positiva ordalag om arbetet med McQueen, och förklarade att hans ensamma manuskreditering berodde på Writers Guild of Americas regler. McQueen har inte kommenterat den påstådda fejden.

### Inspelning

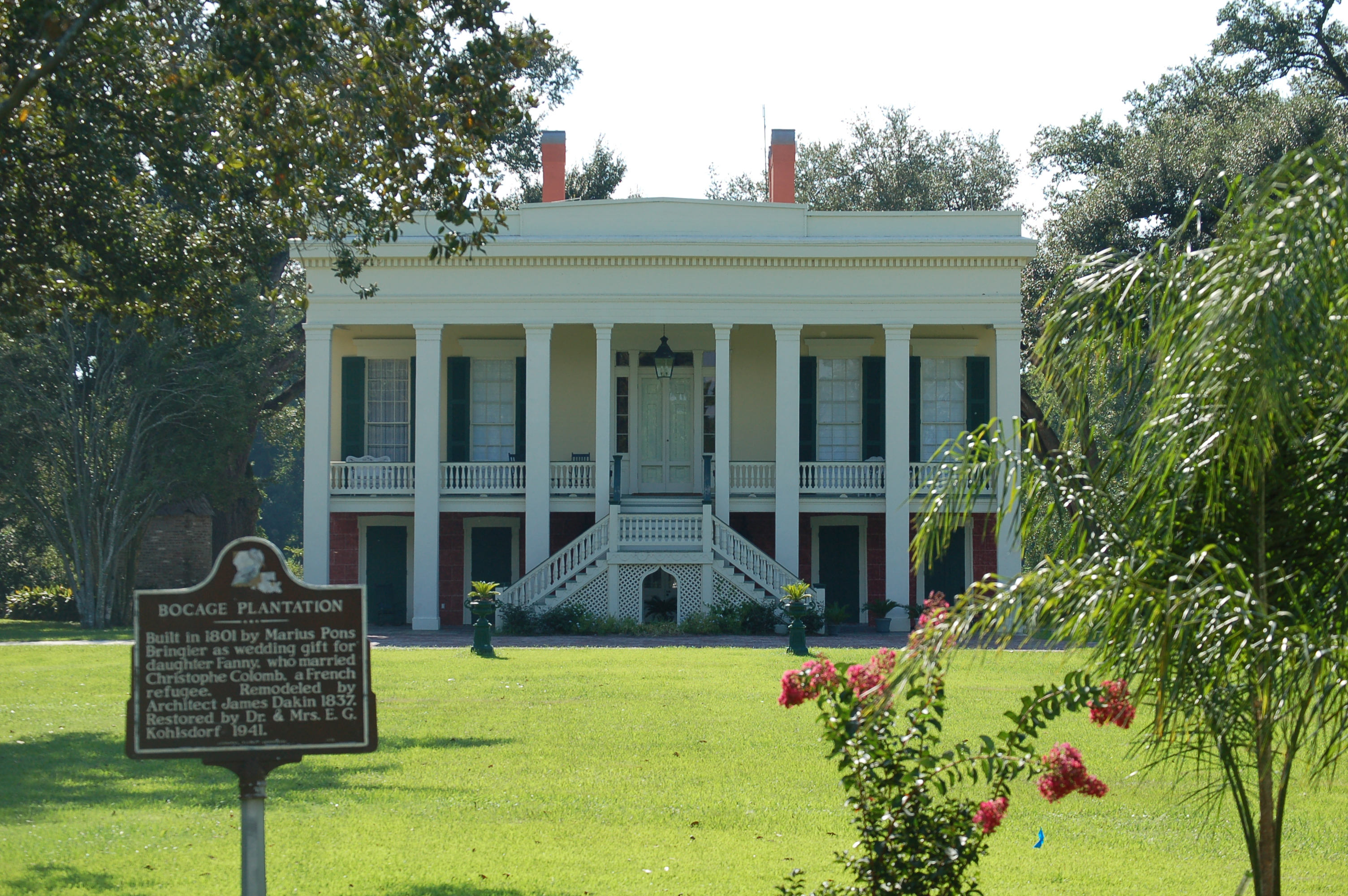
Bocage Plantation, en av inspelningsplatserna för filmen.

Med en produktionsbudget på 20 miljoner dollar började inspelningarna i New Orleans, Louisiana, den 27 juni 2012. Efter sju veckor avslutades inspelningarna den 13 augusti 2012. För att hålla ner produktionskostnaderna ägde stora delar av inspelningen rum kring New Orleans storstadsområde – mestadels söder om Red River Parish i den nordvästra delen av Louisiana där den historiske Northup arbetade. De platser som användes var fyra historiska Antebellum-plantager: Felicity, Bocage, Destrehan och Magnolia. Magnolia, en plantage i Schriever, Louisiana, ligger bara ett par kilometer från en av de historiska platserna där Northup hölls som slav. "Det var så kraftfullt och känslosamt att få veta att vi var just där på den plats där dessa saker inträffade", sade skådespelaren Chiwetel Ejiofor. "Den där känslan av att dansa med spöken - det är påtagligt." Inspelningarna ägde också rum på Columns Hotel och Madame John’s Legacy i French Quarter i New Orleans.
Filmfotografen Sean Bobbitt spelade in 12 Years a Slave på 35 mm film med ett bildförhållande på 2.35:1 bredbild med både en Arricam LT och ST. "Speciellt för en historisk film ger filmen publiken en bestämd känsla av historia och kvalitet", sade Bobbitt. "Och på grund av berättelsens episka karaktär var bredbilden verkligen mycket begriplig. Bredbild innebär en stor film, en episk berättelse – i detta fall en episk berättelse om mänsklig uthållighet."
Filmskaparna undvek den avmattade visuella stilen som är typisk för en mer grynig dokumentärsestetik. Med visuella jämförelser i inspelningen till den spanske konstnären Francisco Goyas verk förklarade McQueen,
| ” | När du tänker på Goya, som målade de mest fasansfulla bilderna av våld och tortyr och så vidare, och de är fantastiskt utsökta målningar, en av anledningarna till att de är så underbara målningar är därför det som han säger är, "Titta – spana in det här." Så om du målar den dåligt eller sätter den ungefär i fel perspektiv, då drar den mer uppmärksamhet till vad som är fel med bilden snarare än att titta på bilden. | „ |

### Design
För att noggrant kunna avbilda filmens tidsperiod genomförde filmskaparna omfattande studier, bland annat av 1800-talets konstverk. På åtta veckor samarbetade kostymdesignern Patricia Norris med Western Costume för att sammanställa kostymer som skulle illustrera tidens gång och samtidigt vara historiskt korrekta. Norris använde en jordtonad färgpalett för att skapa nästan 1000 kostymer för filmen. "Hon [Norris] tog jordprover från samtliga tre plantager för att matcha kläderna”, sade McQueen, "och hon hade samtalat med Sean [Bobbitt] för att ta itu med karaktärstemperaturen på varje plantage, det fanns en hel del detaljrikedom." Filmskaparna använde också några klädbitar som hittats på inspelningsplatserna, som bars av riktiga slavar.

## Historisk exakthet
Afroamerikanske historie- och kulturvetaren Henry Louis Gates Jr. var konsult för filmen och forskaren David Fiske, medförfattare till Solomon Northup: The Complete Story of the Author of Twelve Years a Slave, bidrog med material som användes för att marknadsföra filmen. Dock har filmen fått kritik från vissa nyhetsreportrar och tidningsförfattare om dess historiska exakthet.
Scott Feinberg skrev i The Hollywood Reporter om en New York Times-artikel från 22 september som "uppmärksammade en essä från 1985 av en annan akademiker, James Olney, som ifrågasatte den "bokstavliga sanningen" av specifika händelser i Northups redogörelser och påstod att David Wilson, den vita kopisten till vilken Northup hade dikterat sin berättelse, hade tagit sig friheten att förfina det för att göra det ännu mer effektfullt för att skapa opinion mot slaveriet." Olney menade att när abolitionisterna bjöd in en före detta slav för att berätta om sina erfarenheter som slav på en anti-slaverikonvent och när de senare finansierade utgivningen av boken, "hade de tydliga förväntningar, som både av de själva och ex-slaven var väl införstådda med."
Noah Berlatsky skrev i The Atlantic om en scen i McQueens filmversion, strax efter Northups kidnappning när han sitter på ett fartyg på väg söderut, då en sjöman som kommit in i lastrummet är på väg att våldta en slavkvinna när en manlig slav ingriper. Han skrev att "sjömannen tveklöst knivhugger och dödar honom. Detta verkar totalt osannolikt — slavar är värdefulla, och sjömannen är inte ägaren. Och mycket riktigt står inte scenen med i boken."
Forrest Wickman i Slate skrev om att Northups bok ger en mer gynnsam redogörelse om författarens tidigare slavägare, William Ford, än McQueens film. Med Northups egna ord "fanns det ingen mer snällare, ädlare, frimodig, kristen man än William Ford," och tillade att Fords omständigheter "förblindade [Ford] till det inneboende felet i slaverisystemet." Enligt Wickham undergräver filmen ofta Ford." McQueen undergräver även kristendomen, i ett försök att uppdatera de etiska lärdomarna från Northups berättelse för 2000-talet, genom att belysa de kristna institutionernas tendens att rättfärdiga slaveriet på den tiden. Northup var kristen av sin tid, och skrev om att hans tidigare slavägare var "förblindad" av "omständigheter" som i efterhand innebar en rasistisk acceptans av slaveri trots att man var kristen, en position som är oförsvarbart för vissa kristna idag och för 1800-talets kristna abolitionister men inte motsägelsefullt för Northup själv. Valerie Elverton Dixon i The Washington Post beskrev den kristendomen som skildras i filmen som "trasig".
Emily West, docent i historia vid University of Reading som specialiserat sig på slaveriets historia i USA, sade att hon "aldrig sett en film som skildrar slaveriet så noggrant".  Hon recenserade filmen på History Extra, webbplatsen för BBC History Magazine, där hon skrev: "I så väl ljud som bild skildras slaveriet på ett brutalt och kraftfullt vis – från slavar som plockade bomull och sjöng på fälten, till pisksnärten mot folks ryggar. Vi hörde också en hel del om ideologin bakom slaveriet. Slavägare som William Ford och Edwin Epps, om än väldigt olika karaktärer, använde en tolkning av kristendomen för att rättfärdiga sitt ägande av slavar. De trodde att Bibeln sanktionerade slaveriet, och att det var deras "plikt som kristna" att predika skrifterna för sina slavar."

## Lansering
12 Years a Slave hade biopremiär på filmfestivalen i Telluride den 30 augusti 2013. Ytterligare visningar skedde samma år vid Toronto International Film Festival den 6 september, New York Film Festival den 8 oktober, New Orleans Film Festival den 10 oktober och Philadelphia Film Festival den 19 oktober.
Den 15 november 2011 meddelade Summit Entertainment att de hade säkrat ett avtal att distribuera 12 Years a Slave till internationella marknader. I april 2012, några veckor innan inspelningsstarten, kom New Regency Productions överens om att medfinansiera filmen. På grund av ett distributionsavtal mellan 20th Century Fox och New Regency förvärvade Fox Search Pictures filmens amerikanska distributionsrättigheter. I stället för att betala för distributionsrättigheterna skapade Fox Search ett avtal där man skulle dela biljettintäkterna med independentfilmens finansiärer. 12 Years a Slave lanserades kommersiellt den 18 oktober 2013 i USA för en begränsad lansering till 19 biografer, med en bredare lansering under de efterföljande veckorna. Filmen planerades ursprungligen att släppas i slutet av december 2013, men efter "några lyckade provfilmvisningar" togs beslutet att flytta upp släppdatumet.

### Marknadsföring
12 Years a Slaves kommersiella framgång följdes noggrant på grund av både filmens explicita karaktär och status som prisutmanare. Många analytiker har jämfört filmens innehåll med andra dramafilmer med liknande drag såsom Schindlers List (1993) och The Passion of the Christ (2004), som trots sina respektive ämnesområden spelade in mycket pengar. "Det kan vara ett tufft ämne, men om det hanteras väl... kan filmer som är tuffa att sitta igenom fortfarande vara kommersiellt framgångsrika", sade Phil Contrino från Boxoffice Magazine. Trots dess innehåll bidrog den positiva kritiken till bredare inrikesdistribution. Distributionen var inledningsvis begränsad till lansering som mestadels var riktad mot konstfilms- och afroamerikanska mecenater. Filmens lansering utvidgades successivt under de efterföljande veckorna, i likhet med hur studion framgångsrikt gjort några år tidigare med filmer som Black Swan och The Descendants. 12 Years a Slaves internationella släppdatum försenades till stor del till början av 2014 för att dra nytta av uppmärksamheten kring den amerikanska filmprissäsongen.
Under sin marknadsföringskampanj fick 12 Years a Slave obetalt stöd av artister som Kanye West och Sean Combs. I en video upplagd av Revolt uppmanade Combs att tittarna skulle se 12 Years a Slave genom att säga: "Denna film är mycket smärtsam men mycket ärlig, och är en del av läkningsprocessen. Jag ber er alla att ta med era barn, och alla för att titta på den. [...] Ni måste se det här så att ni kan förstå, så att ni bara kan börja förstå."

## Mottagande

### Kommersiell respons
Sedan den 20 maj 2014 har 12 Years a Slave dragit in 187,7 miljoner dollar, därav 56,7 miljoner dollar i USA. Under dess begränsade öppningshelg i USA debuterade 12 Years a Slave med 923 715 dollar på 19 biodukar med ett genomsnitt på 48 617 dollar per bioduk. Under den följande helgen kom filmen in på topp 10-listorna efter att ha ökat till 123 biosalonger och drog in ytterligare 2,1 miljoner dollar. Det fortsatte att öka under sin tredje helg, då man drog in 4,6 miljoner dollar från 410 platser. Den 8 november 2013 visades filmen på mer än 1 100 platser. Enligt Variety var 12 Years a Slave den 10:e mest piratkopierade filmen under 2014, med 23,653 miljoner illegala nedladdningar.

### Kritisk respons
12 Years a Slave fick mestadels positiv kritik från både filmkritiker och publiken, och fick beröm för dess skådespeleri (särskilt från Chiwetel Ejiofor, Michael Fassbender och Lupita Nyong'o), Steve McQueens regi, John Ridleys manus, produktionsvärde och hur nära den låg Solomon Northups berättelse.
På Rotten Tomatoes har filmen fått betyget 96%, baserat på 299 recensioner (på deras så kallade "Tomatometer") med ett genomsnittligt betyg på 9 av 10. Webbplatsens kritiska konsensus lyder följande: "Det är långt ifrån en bekväm visning, men 12 Years a Slaves orubbligt brutala titt på det amerikanska slaveriet är även en lysande—och förmodligen väsentlig—bioupplevelse." På Metacritic har filmen fått betyget 97 av 100, baserat på 48 recensioner. Det är för närvarande en av Metacritics högst betygsatta filmer och betraktas som 2013 års bästa film. CinemaScore rapporterade att publiken gav filmen betyget "A".
Richard Corliss från Time förebådade filmen och dess regissör Steve McQueen genom att säga: "Sannerligen står McQueens film närmare i sin berättarteknik till exploateringsfilmer om slaveriet från 1970-talet såsom Mandingo och Goodbye, Uncle Tom. Förutom att McQueen inte är någon sensationsmakare, utan en obeveklig konstnär." Corliss drog paralleller med Nazityskland och sade: "McQueen visar att rasism, bortsett från dess barbariska omänsklighet, är vansinnigt ineffektivt. Det kan diskuteras att Nazityskland förlorade kriget både för att landet avledde stora delar av sin arbetskraft på dödandet av judar och eftersom man inte utnyttjade de judiska forskarnas briljans till att bygga smartare vapen. Slavägarna urvattnar sina slavars uthållighet genom att piska dem, som en sadistisk sport, och, som Epps gör, väcka dem mitt i natten för att dansa för hans hustrus grymma nöje."
Gregory Ellwood från Hitfix gav filmen betyget "A-” och sade att "12 Years är ett starkt drama som drivs av McQueens djärva regi och Chiwetel Ejiofors bästa framträdande i hans karriär." Han fortsatte med att berömma Fassbenders och Nyong'os insatser och beskrev Nyong'o som "filmens genombrottsroll [som] kan ta Nyong'o till Dolby Theatre i mars nästa år." Han hyllade också filmens "underbara" filmfotografi och musiken som "en av Hans Zimmers mer rörande ledmotiv på ett tag".
Paul MacInnes från The Guardian gav filmen fem stjärnor av fem och skrev: "12 Years a Slave är stark, intuitiv och obeveklig. Det är inte bara en stor film, utan också en nödvändig sådan."
Recensenterna från Spill.com gav filmen höga betyg, där två recensenter gav filmen deras högsta betyg: "Better Than Sex" (Bättre än sex). Men recensenterna var överens om att det inte var en film som de skulle titta när som helst snart igen. När man jämför den till miniserieversionen av Rötter uppgav recensenten Cyrus att "Rötter är Krambjörnarna i jämförelse med detta."
Owen Gleiberman från Entertainment Weekly berömde 12 Years a Slave som "en ny milstolpe inom film när det kommer till grymhet och transcendens". Han kommenterade också mycket positivt om Ejiofors framträdande, och sade att: "12 Years a Slave låter oss stirra på Amerikas största synd med öppna ögon, och i vissa stunder är det svårt att se, men det är en film med en sådan mänsklighet och nåd som i varje ögonblick får dig att känna att du ser något väsentligt. Det är Chiwetel Ejiofors extraordinära framträdande som håller filmen ihop, och det gör att vi kan titta på den utan att blinka. Han spelar Salomon med en kraftfull inre styrka, men han dämpar aldrig ner för den tysta mardröm som är Salomons dagliga tillvaro."
Peter Travers från Rolling Stone gav filmen fyra av fyra stjärnor och sade: "Du kommer inte att kunna stoppa denna krutdurk i hörnet av ditt sinne och glömma bort det. Vad vi har här är en svidande, briljant och tvättäkta klassiker. ”Han namngav senare 12 Years a Slave som 2013 års bästa film.
Manohla Dargis skrev i sin recension för The New York Times att "12 Years a Slaves genialitet är dess insisterande på banal ondska, och på skräck som sipprar in i själar, inlindar kroppar och skördar ett varaktigt, fruktansvärt pris."
Tim Robey från The Daily Telegraph gav filmen högsta betyg på fem stjärnor, och sade att "det är ädelheten i denna märkliga film som genomborrar själen", och samtidigt berömde Ejiofors och Nyong'os framträdanden.
Tina Hassannia från Slant Magazine sade att "med hjälp av Steve McQueens visuella komposition och öronbedövande ljuddesign skildrar han Northups upplevelse med skakande realism och de komplicerade relationerna mellan slavägare och slav, slavägare och slavägare, slav och slav och så vidare."
David Simon, skaparen av tv-serien The Wire, berömde filmen starkt och kommenterade att "det är första gången i historien som vår underhållningsindustri, om än med internationell kreativ insats, har lyckats att stirra direkt på slaveriet och hålla kvar blicken."
Filmen stötte även på viss kritik. Stephanie Zacharek från The Village Voice var mer kritisk till filmen. Medan hon berömde Ejiofors arbete förklarade hon: "Det är en film som stannar mer än ett par säkra steg från något så farligt som rå känsla. Till och med när det skildrar omänsklig grymhet, som det ofta gör, kompromissar den aldrig sin estetiska renhet." Peter Malamud Smith från Slate kritiserar berättelsen och sade att "12 Years a Slave är konstruerad som en historia om en man som försöker återvända till sin familj, och erbjuder varje tittare ett sätt att visa empati för dess huvudperson. Kanske behöver vi en berättelse inramat på individuell skala för att förstå den. Men det har ändå en snedvridande effekt. Vi fokuserar mer på en hjälte än på miljontals offer; om vi tvingas att föreställa oss som slavar vill vi föreställa oss som Northup, en speciell person som mirakulöst undkom systemet som försökte krossa honom." Smith beskrev detta som "hjälteproblemet" och avslutade sin recension med att skriva: "Vi kan hantera 12 Years a Slave. Men förvänta dig inte 60 Years a Slave inom den snaraste framtiden. Och 200 Years, Millions of Slaves? Glöm det." På The Guardian sade Orville Lloyd Douglas, en svart kanadensisk författare, att han inte skulle titta på 12 Years a Slave och förklarar: "Jag är övertygad om att dessa svarta rasfilmer är skapade för en vit, liberal filmpublik för att framkalla vit skuld och få dem att må dåligt över sig själva. Oavsett din ras är det osannolikt att dessa filmer lär dig något som du inte redan vet."

#### Svenska recensioner
- Aftonbladet – 4/5[84]
- Arbetarbladet – 5/5[85]
- Expressen – 5/5[86]
- Göteborgs-Posten – 3/5[87]
- Helsingborgs Dagblad – 4/5[88]
- Metro – 5/5[89]
- Moviezine – 5/5[90]
- Sydsvenskan – 4/5[91]
- Svenska Dagbladet – 6/6[92]
- Upsala Nya Tidning – 4/5[93]

### Utmärkelser
12 Years a Slave fick många utmärkelser och nomineringar. Filmen vann publikpriset vid såväl Toronto International Film Festival som Stockholms filmfestival 2013. Den vann en BAFTA Award och en Golden Globe Award för bästa film samt nominerades i nio kategorier vid Oscarsgalan 2014 varav den vann tre. Den fick pris för Bästa film och Bästa manus efter förlaga, medan Lupita Nyong'os insats utsågs till Bästa kvinnliga biroll. Dessutom har filmen utsetts till en av 2013 års bästa filmer av olika filmkritiker, som ligger på 100 kritikers topp 10-listor där 25 placerade filmen på deras förstaplats.
| År   | Pris         | Resultat  | Kategori                        | Personer                                                                |
| ---- | ------------ | --------- | ------------------------------- | ----------------------------------------------------------------------- |
| 2013 | Oscar        | Belönad   | Bästa film                      | Brad Pitt, Dede Gardner, Jeremy Kleiner, Steve McQueen, Anthony Katagas |
| 2013 | Oscar        | Belönad   | Bästa kvinnliga biroll          | Lupita Nyong'o                                                          |
| 2013 | Oscar        | Belönad   | Bästa manus efter förlaga       | John Ridley                                                             |
| 2013 | Oscar        | Nominerad | Bästa regi                      | Steve McQueen                                                           |
| 2013 | Oscar        | Nominerad | Bästa manliga huvudroll         | Chiwetel Ejiofor                                                        |
| 2013 | Oscar        | Nominerad | Bästa manliga biroll            | Michael Fassbender                                                      |
| 2013 | Oscar        | Nominerad | Bästa kostym                    | Patricia Norris                                                         |
| 2013 | Oscar        | Nominerad | Bästa scenografi                | Adam Stockhausen, Alice Baker                                           |
| 2013 | Oscar        | Nominerad | Bästa klippning                 | Joe Walker                                                              |
| 2013 | Golden Globe | Belönad   | Bästa film - drama              |                                                                         |
| 2013 | Golden Globe | Nominerad | Bästa regi                      | Steve McQueen                                                           |
| 2013 | Golden Globe | Nominerad | Bästa manliga huvudroll - drama | Chiwetel Ejiofor                                                        |
| 2013 | Golden Globe | Nominerad | Bästa manliga biroll            | Michael Fassbender                                                      |
| 2013 | Golden Globe | Nominerad | Bästa kvinnliga biroll          | Lupita Nyong'o                                                          |
| 2013 | Golden Globe | Nominerad | Bästa manus                     | John Ridley                                                             |
| 2013 | Golden Globe | Nominerad | Bästa filmmusik                 | Hans Zimmer                                                             |
| 2013 | BAFTA        | Belönad   | Bästa film                      |                                                                         |
| 2013 | BAFTA        | Belönad   | Bästa manliga huvudroll         | Chiwetel Ejiofor                                                        |
| 2013 | BAFTA        | Nominerad | Bästa regi                      | Steve McQueen                                                           |
| 2013 | BAFTA        | Nominerad | Bästa manliga biroll            | Michael Fassbender                                                      |
| 2013 | BAFTA        | Nominerad | Bästa kvinnliga biroll          | Lupita Nyong'o                                                          |
| 2013 | BAFTA        | Nominerad | Bästa manus efter förlaga       | John Ridley                                                             |
| 2013 | BAFTA        | Nominerad | Bästa filmmusik                 | Hans Zimmer                                                             |
| 2013 | BAFTA        | Nominerad | Bästa foto                      | Sean Bobbitt                                                            |
| 2013 | BAFTA        | Nominerad | Bästa scenografi                | Adam Stockhausen, Alice Baker                                           |
| 2013 | BAFTA        | Nominerad | Bästa klippning                 | Joe Walker                                                              |

## Musik
Musiken i 12 Years a Slave komponerades av Hans Zimmer, med violinmusik skriven och arrangerad av Nicholas Britell och framförd av Tim Fain.

### 12 Years a Slave
Alla låtar är skrivna och komponerade av Hans Zimmer. 
| 1.           | Solomon Northup                  |              | 1:55  |
| 2.           | Main Title                       |              | 0:28  |
| 3.           | Bedtime                          |              | 1:35  |
| 4.           | Arrival in Washington            |              | 0:24  |
| 5.           | Solomon in Chains                |              | 5:03  |
| 6.           | Preparing for Travel             |              | 1:00  |
| 7.           | Boat Trip to New Orleans         |              | 5:14  |
| 8.           | Saragota Flashback               |              | 2:12  |
| 9.           | River Rafting Claps              |              | 1:05  |
| 10.          | Eliza Flashback                  |              | 1:45  |
| 11.          | Escape Sequence                  |              | 1:32  |
| 12.          | Time Passing Sequence            |              | 1:32  |
| 13.          | Devasted Crops                   |              | 0:51  |
| 14.          | Plantation Life (Part A)         |              | 0:59  |
| 15.          | Plantation Life (Part B)         |              | 0:56  |
| 16.          | Judge Yarney's Ball              |              | 1:10  |
| 17.          | Letter Writing                   |              | 0:52  |
| 18.          | Solomon Burns the Letter         |              | 1:06  |
| 19.          | Soap                             |              | 3:38  |
| 20.          | A Free Man                       |              | 2:12  |
| 21.          | Nothing to Forgive – End Credits |              | 3:32  |
| Total längd: | Total längd:                     | Total längd: | 38:48 |

### Musik från och inspirerad av 12 Years a Slave
Filmen spelar också ett par klassiska musikstycken och folkmusik såsom Franz Schuberts "Trio i B-flat, D471" och John och Alan Lomaxs  "Run, Nigger, Run". Ett album med filmens soundtrack Music from and Inspired by 12 Years a Slave, släpptes digitalt den 5 november och fick ett fysiskt formatsläpp den 11 november 2013 av Columbia Records. Förutom Zimmers komposition medverkar artister som John Legend, Laura Mvula, Alicia Keys, Chris Cornell och Alabama Shakes på albumet. Legends cover på "Roll, Jordan, Roll" släpptes på nätet tre veckor före albumets utgivelse.
| 1.  | Devil's Dream                           |  | Tim Fain                          | 0:29 |
| 2.  | Roll, Jordan, Roll                      |  | John Legend                       | 2:47 |
| 3.  | Freight Train                           |  | Gary Clark, Jr.                   | 2:35 |
| 4.  | Yarney's Waltz                          |  | Tim Fain och Caitlin Sullivan     | 1:16 |
| 5.  | Driva Man                               |  | Alabama Shakes                    | 4:31 |
| 6.  | My Lord Sunshine (Sunrise)              |  | David Hughey och Roosevelt Credit | 1:13 |
| 7.  | Move (med Fink)                         |  | John Legend                       | 3:50 |
| 8.  | Washington                              |  | Hans Zimmer                       | 0:25 |
| 9.  | (In the Evening) When the Sun Goes Down |  | Gary Clark, Jr.                   | 4:37 |
| 10. | Queen of the Field (Patsey's Song)      |  | Alicia Keys                       | 5:37 |
| 11. | Solomon                                 |  | Hans Zimmer                       | 3:31 |
| 12. | Little Girl Blue                        |  | Laura Mvula                       | 4:30 |
| 13. | Misery Chain (med Joy Williams)         |  | Chris Cornell                     | 5:08 |
| 14. | Roll Jordan Roll (med Chiwetel Ejiofor) |  | Topsy Chapman                     | 1:57 |
| 15. | Money Musk                              |  | Tim Fain                          | 0:37 |
| 16. | What Does Freedom Mean (To a Free Man)  |  | Cody ChesnuTT                     | 2:41 |